# 10e division d'infanterie (Pologne)
Pour les articles homonymes, voir 10e division.
La  10e Division d'Infanterie est une des divisions d'infanterie de l'armée polonaise durant la Seconde Guerre mondiale.

## Théâtres d'opérations
- juillet  1919 - mars 1921: Guerre soviéto-polonaise
- 1er septembre au 27 septembre 1939 : Campagne de Pologne